# Port lotniczy Andahuaylas
Port lotniczy Andahuaylas – międzynarodowy port lotniczy zlokalizowany w peruwiańskim mieście Andahuaylas.